# The Invisible Fear
The Invisible Fear è un film muto del 1921 diretto da Edwin Carewe. La sceneggiatura di Madge Tyrone si basa su un soggetto di Hampton Del Ruth. Il film, di genere mystery, fu prodotto da Louis B. Mayer insieme ad Anita Stewart, che era la protagonista della storia. Altri interpreti erano Walter McGrail, Allan Forrest, George Kuwa.

## Trama

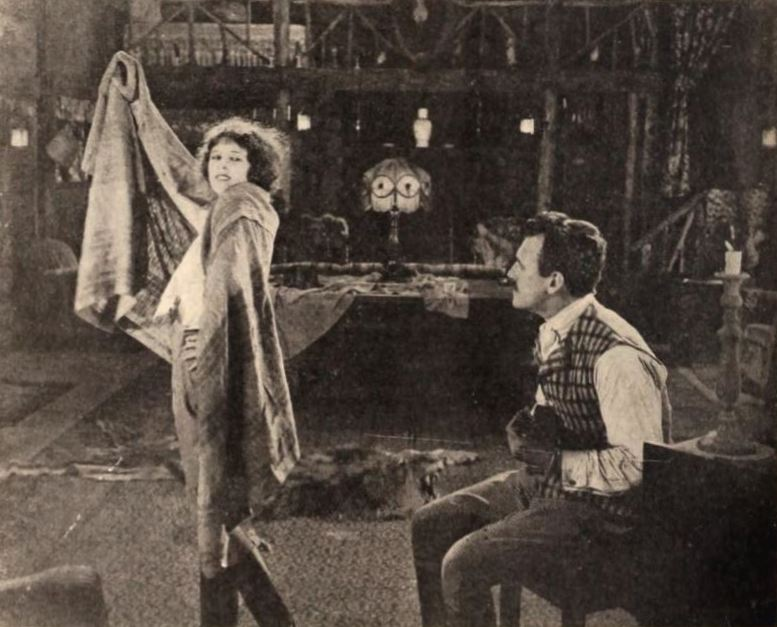
Anita Stewart e Walter McGrail

Sylvia Langdon vive con la famiglia Arnold ed è fidanzata con il loro figlio Bentley. Randall, il socio di Arnold, disereda suo nipote Arthur Comstock, ma quest'ultimo riesce a impossessarsi del testamento del vecchio. Un giorno, mentre è a cavallo insieme ad Arthur, Sylvia è sorpresa da una tempesta che la costringe a cercare un rifugio dal maltempo. L'uomo, trovandosi solo con lei, cerca di approfittarsene, aggredendola; lei, però, si difende, stendendolo con un candelabro. Fuggendo, la giovane vede il padiglione in fiamme. Credendo di aver uccido Arthur, tace su quello che le è successo. Sylvia e Bentley si sposano, ma lei continua ad essere terrorizzata da Arthur, che è ricomparso. L'uomo però viene arrestato con l'accusa di aver ucciso lo zio. Sylvia, finalmente, si libera dalla sua paura.

## Produzione
Il film fu prodotto dalla Anita Stewart Productions e dalla Louis B. Mayer Productions.

## Distribuzione

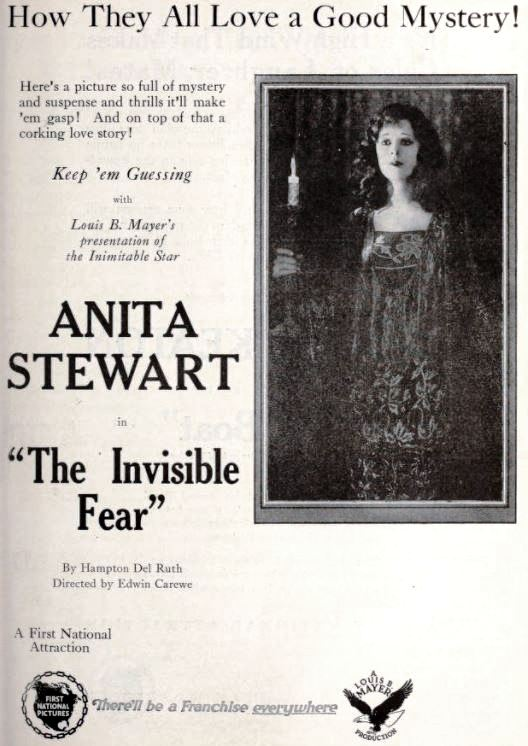
Pubblicità su Exhibitors Herald
(9 novembre 1921)

Il copyright del film, richiesto dalla Anita Stewart Productions, fu registrato il 19 ottobre 1921 con il numero LP17106.

Distribuito dalla First National Pictures e presentato da Louis B. Mayer, il film uscì nelle sale cinematografiche statunitensi il 10 ottobre 1921. Nel 1924, fu distribuito in Finlandia (6 aprile), Danimarca (9 giugno, come Den halvt Uskyldige) e, dalla Gaumont, in Francia (13 giugno) con il titolo Une affaire mystérieuse.
Non si conoscono copie ancora esistenti della pellicola che viene considerata presumibilmente perduta.